# Il gatto con gli stivali: I Tre Diablos
Il gatto con gli stivali: I Tre Diablos (Puss in Boots: The Three Diablos) è un film del 2012 diretto da Raman Hui. È un cortometraggio d'animazione direct-to-video, sequel del film Il gatto con gli stivali (2011) e distribuito il 24 febbraio 2012 come contenuto speciale nelle sue edizioni home video. Prodotto sempre dalla DreamWorks Animation (ma l'animazione è realizzata dalla sua divisione indiana Technicolor India), il corto è ambientato pochi giorni dopo il film originale e ha come voce del protagonista sempre Antonio Banderas, sia nella versione originale sia in quelle italiana e spagnola. Il montatore Bret Marnell è stato candidato all'Annie Award per il suo lavoro sul film.

## Trama
Subito dopo gli eventi del film, Gatto sta attraversando il deserto in sella al suo cavallo, quando viene catturato e portato al cospetto della principessa Alessandra Bellagamba, scoprendo che lo avevano portato qui per una richiesta di aiuto: il rubino "Cuore di Fuoco", il gioiello della corona del suo regno, è stato rubato dal ladro francese Mormoratore, e la principessa incarica Gatto di ritrovarlo. I cavalieri della principessa hanno catturato i Tre Diablos, complici del ladro, che si rivelano essere tre gattini incapaci di parlare e apparentemente pacifici, ma che terrorizzano la principessa e le sue guardie. I Diablos accettano di aiutare Gatto a trovare il nascondiglio segreto del Mormoratore in cambio della libertà.
Quando Gatto porta i Diablos nel deserto e li libera, essi rivelano la loro vera natura legandolo con le loro manette, tirandogli i baffi, malmenandolo con la sua cintura e i suoi stivali e seppellendolo vivo. Furioso per l'inganno dei gattini, riesce a uscire, li insegue e li sconfigge con un calcio dopo averli storditi con gli occhi dolci nonostante il loro gioco sporco, con uno di loro che gli getta della sabbia negli occhi. Quella sera, dopo aver legato i Diablos, Gatto li rimprovera per le loro azioni e progetta di riportarli in prigione come punizione, ma dopo aver scoperto che sono orfani come lui, simpatizza con loro, raccontando loro di come Humpty Dumpty lo aveva sviato e aveva tradito la sua fiducia in passato. Decide quindi di portarli sulla giusta strada e fa amicizia con loro, battezzandoli coi nomi Perla, Gonzalo e Don Timoteo Montenegro III, addestrandoli, giocando con loro e occupandosene come un padre.
Il giorno dopo, i Diablos voltano pagina e portano Gatto al rifugio segreto del Mormoratore, il quale arriva subito e mostra che il suo nome deriva dal fatto che ha un volume di voce molto basso e usa il suo cappello per amplificarlo, e che ha usato il Cuore di Fuoco come decorazione per la propria cintura. Durante lo scontro con il criminale, Gatto viene messo alle strette e quasi cade in un burrone, ma i Diablos lo salvano con le mosse da lui imparate, facendo anche calare le braghe al Mormoratore. Il criminale cerca quindi di uccidere i micini con la sua mazza, ma Gatto lo ferma tirandogli la cintura e recuperando il rubino Cuore di Fuoco, mentre il Mormoratore cade nel burrone. Dopo aver restituito il Cuore di Fuoco alla principessa e aver ricevuto un sacchetto d'oro come ricompensa, Gatto le lascia una guardia personale composta dai Tre Diablos, ora vestiti da moschettieri e dice addio ai tre gattini.